# Dinosaur (canción)
«Dinosaur» —en español: «Dinosaurio»— es una canción interpretada por la cantante y compositora estadounidense Kesha. Fue coescrita por ella, Max Martin y Shellback y producida por estos dos últimos, e incluida en el primer álbum de estudio de la cantante, Animal, de 2010. Fue compuesta a manera de canción dance pop, en la cual Kesha describe un encuentro tuvo con un hombre mayor que había estado golpeando en ella, lo que ella comparó con un dinosaurio prehistórico. La canción recibió críticas generalmente negativas de los críticos de música. Tras el lanzamiento de Animal, «Dinosaur» fue trazado en la parte baja de UK Singles Chart y South Korea Gaon International Chart, alcanzando un máximo de 180 y 107, respectivamente.

## Créditos
Créditos adaptados a partir de las notas del álbum Animal
Grabación
- Grabado por Max Martin y Shellback en Maratone Studios, Estocolmo, Suecia.

Personal
- Composición – Kesha Sebert, Max Martin, Shellback
- Producción – Max Martin, Shellback for Maratone Productions
- Teclados – Max Martin
- Cencerro – Kesha
- Whistle – Kesha, Shellback